# 渋温泉

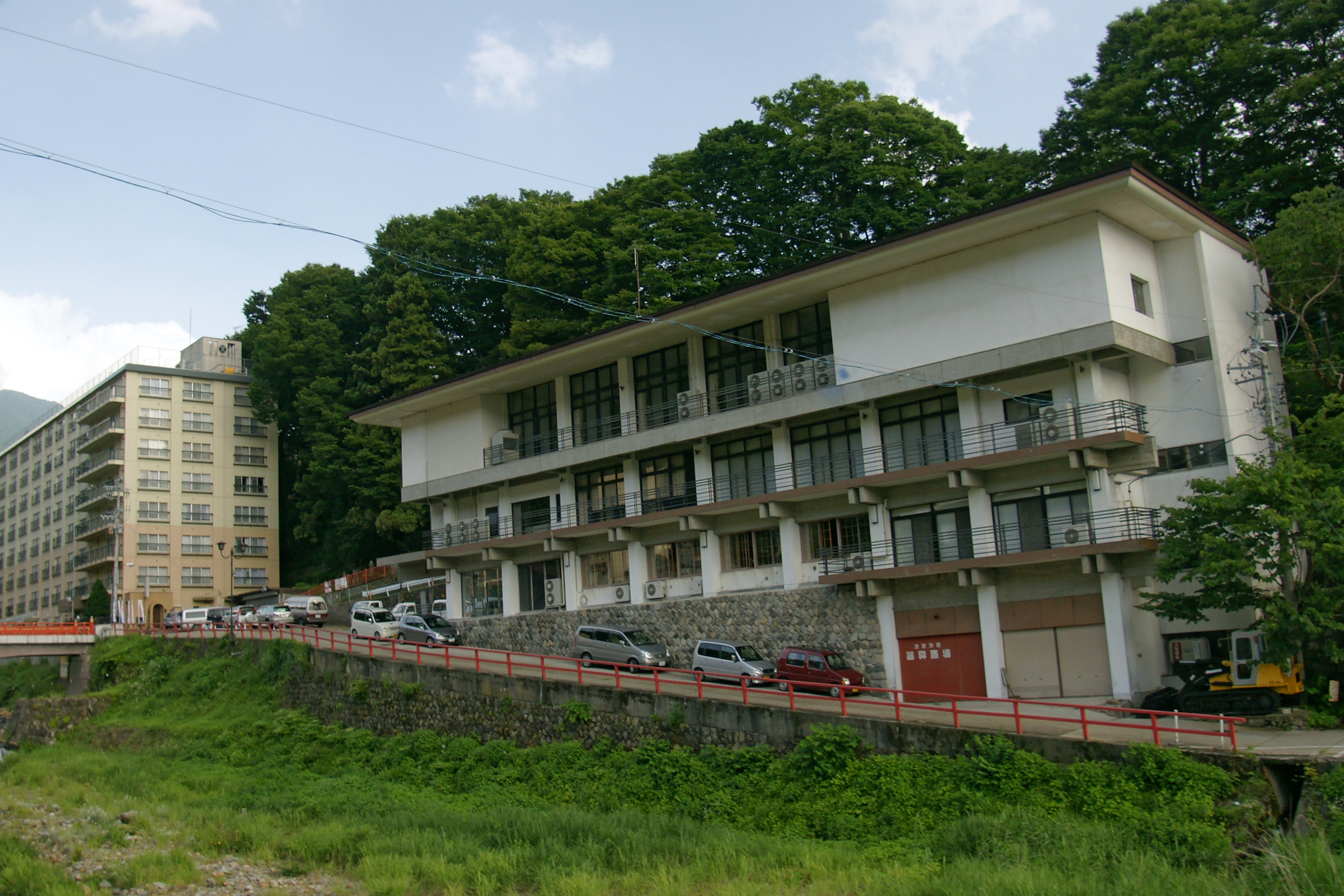
横湯川沿いの和合会館

渋温泉（しぶおんせん）は、長野県下高井郡山ノ内町にある温泉。一帯は「湯田中渋温泉郷」と呼ばれる温泉郷である。

## 泉質
- 単純温泉
- 塩化物泉

渋温泉の旅館35軒+外湯9ヵ所に対し、源泉の本数は37ヶ所にも及ぶ。いずれの源泉も高温で、60 - 90°Cぐらいある。源泉により各々泉質が若干異なり、効能も異なる。

## 温泉街
夜間瀬川支流の横湯川沿いに温泉街が広がる。横湯川沿いの大型宿泊施設のほか、石畳の道に木造建築の旅館が並ぶ。また外湯巡りが有名で共同浴場は9軒存在し、一番湯・初湯、二番湯・笹の湯、三番湯・綿の湯、四番湯・竹の湯、五番湯・松の湯、六番湯・目洗い湯、七番湯・七操の湯、八番湯・神明滝の湯、九番湯・大湯とあり、それぞれ泉質・効能が異なる。いずれも宿泊客および地元住民専用であり、どの浴場にも共通鍵がかけられている。
渋温泉の宿泊者には無料で外湯の鍵が貸し出され、苦（九）労を流すと謂われる「九つの外湯めぐり」を楽しむことができる。
「巡浴祈願手拭い」という手ぬぐいと浴場の共通鍵を持ち歩きながら湯巡りをする。
各浴場においてある朱印を押していき、9つの浴場全てにて受印したらその手ぬぐいを持って大湯前の高台にある高薬師に参詣する（受印所あり）と、満願成就するといわれている。また番外薬湯 信玄かま風呂にも受印所があり、「巡浴祈願手拭い」にも欄が設けられているので更に巡ることも出来る。
2006年7月1日より、日帰り客用に「九番湯・大湯」が有料開放された。渋温泉旅館組合事務所または渋温泉有料駐車場管理事務所にて入浴券を販売している。入浴券を裏面に記載してある大湯周辺の旅館・商店に提示すると、大湯の鍵を開けてもらえる。日帰りの入浴時間は10 - 16時。他の外湯については引き続き日帰り入浴客の入浴はできない。
大湯の他に、宿泊客以外の人でも入浴可能な日帰り入浴施設、「信玄かま風呂」と「石の湯」の2軒が存在する。「信玄かま風呂」は温泉寺境内に存在し、蒸し風呂を楽しむことができる。但し女性の場合、大湯の脱衣所の脇に蒸し風呂への入口があるため、共同浴場でも蒸し風呂が提供されていることになる。「石の湯」は喫茶店を兼ねた施設で、石積みの浴槽が特徴的である。大湯上部に「足湯 のふとまる」が無料で存在する。

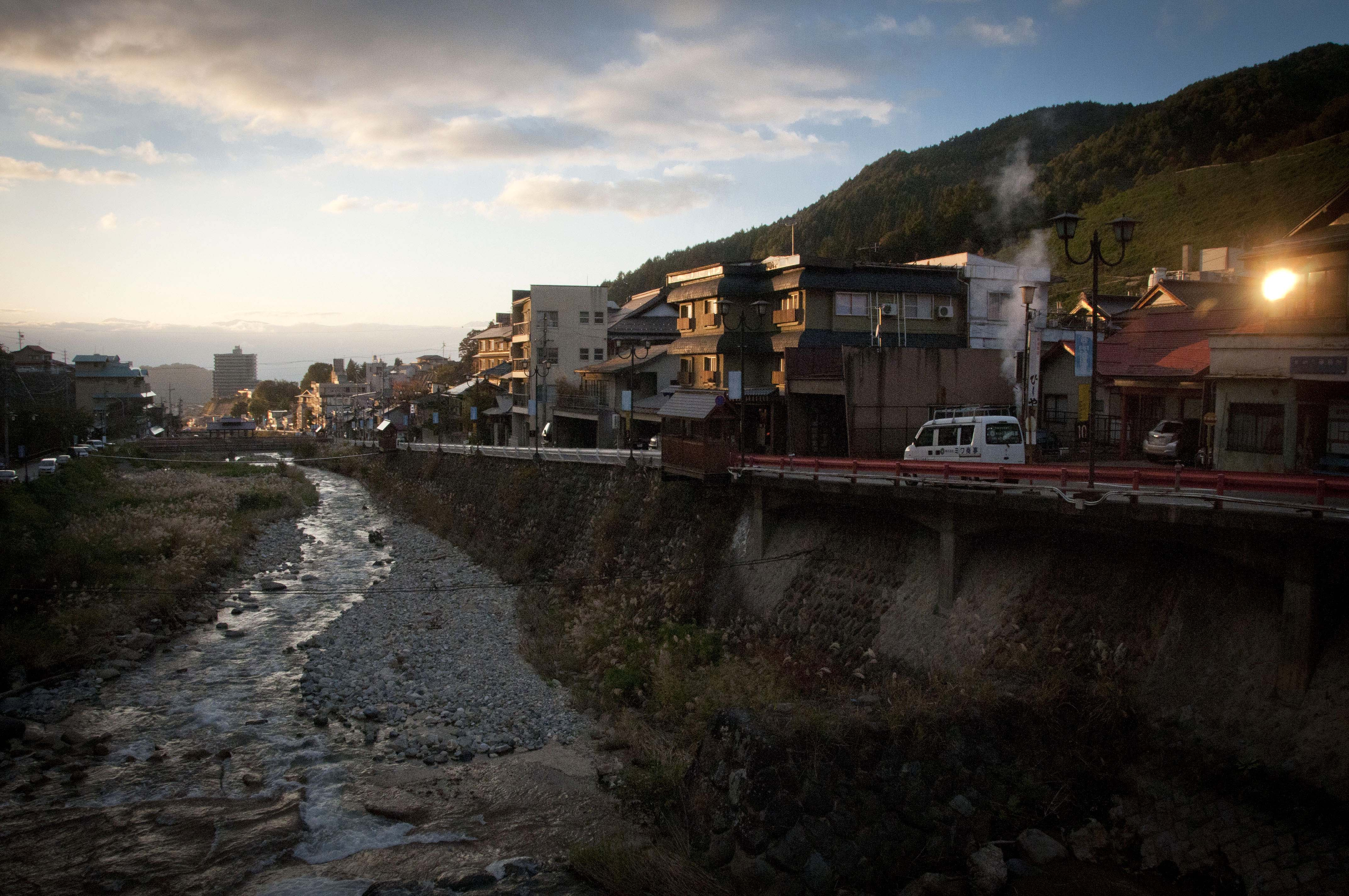
渋温泉・夕景
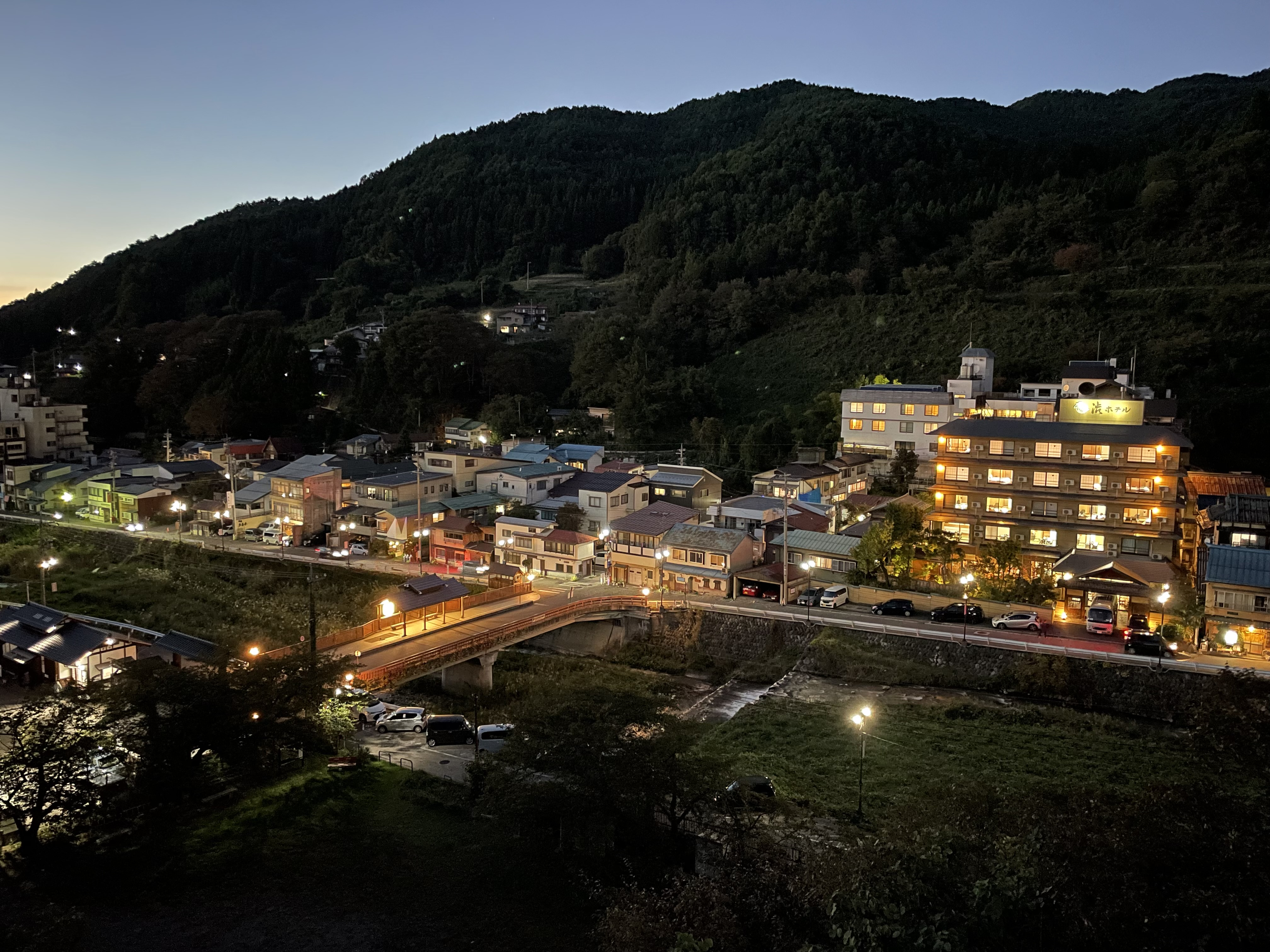
渋温泉・夜景
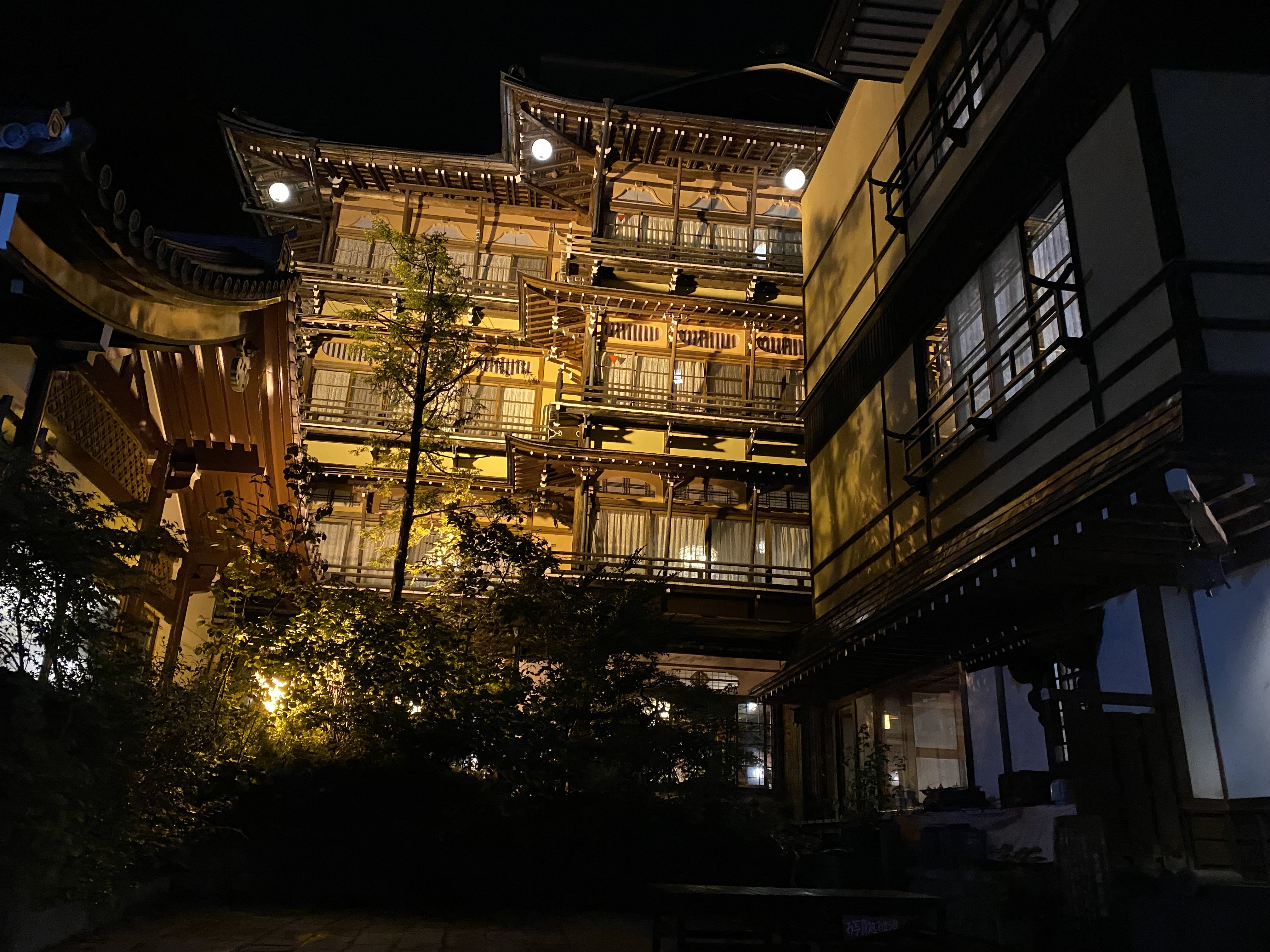
渋温泉 金具屋・夜景
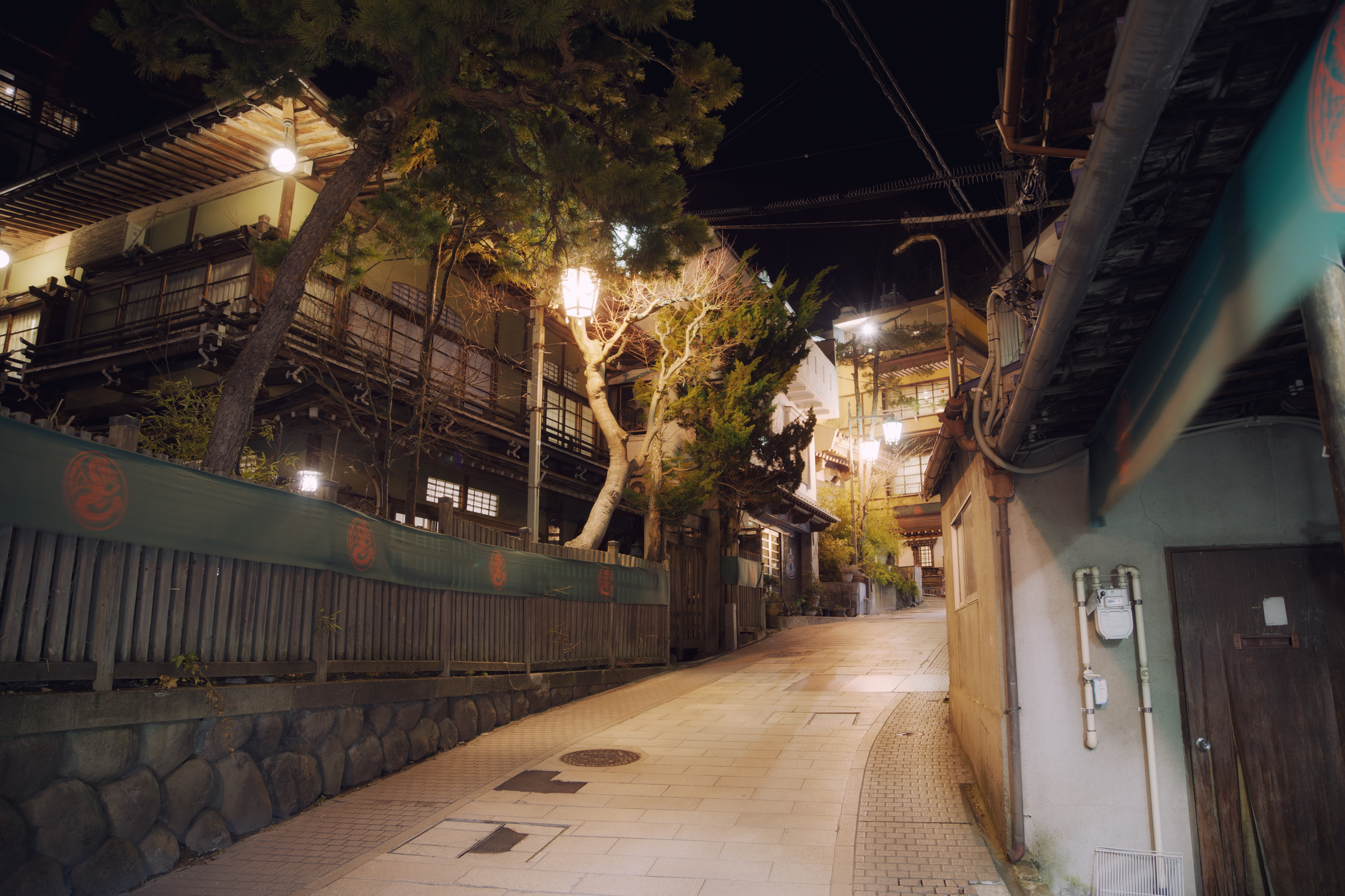
渋温泉・夜景

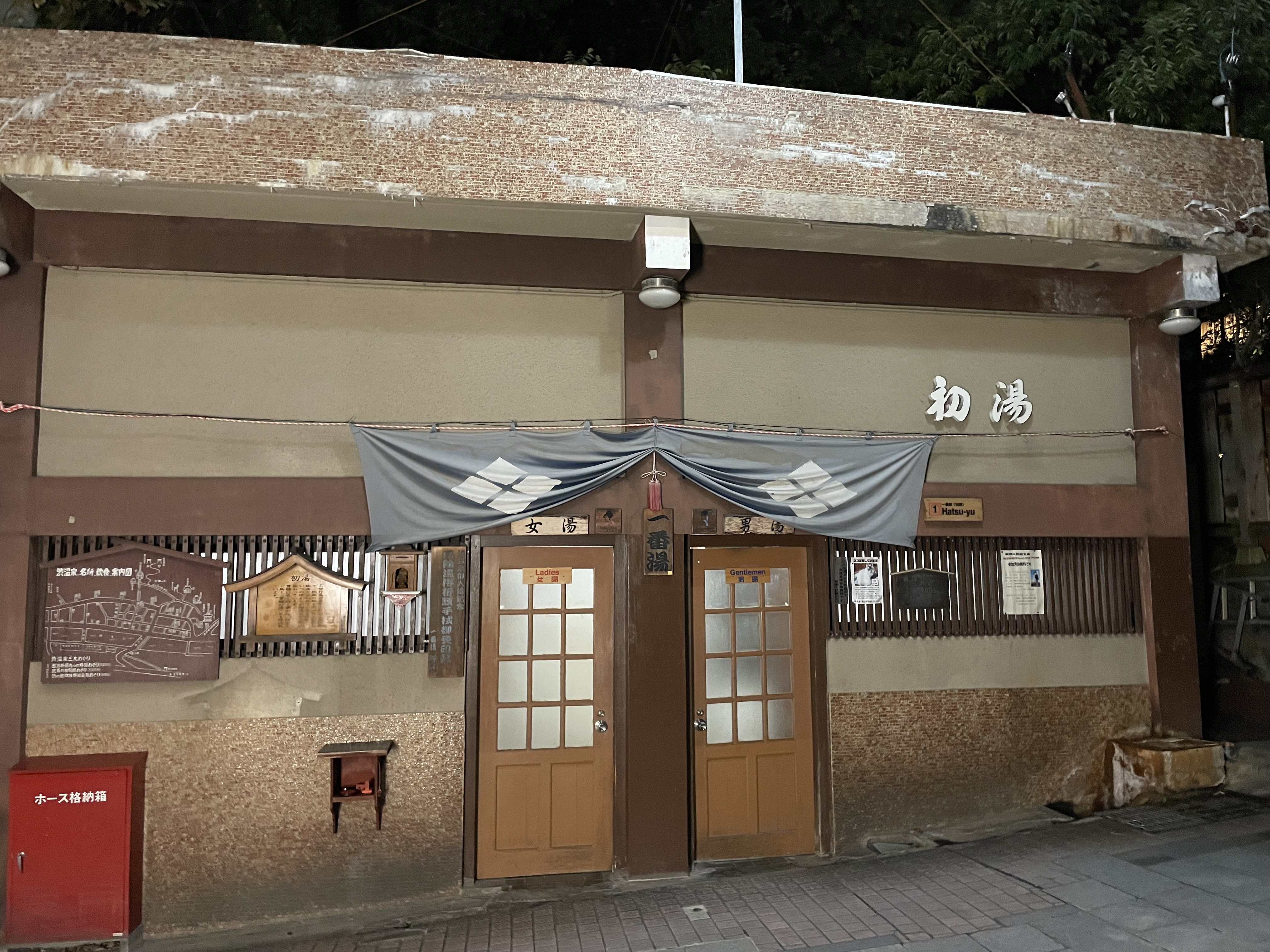
渋温泉一番湯「初湯」
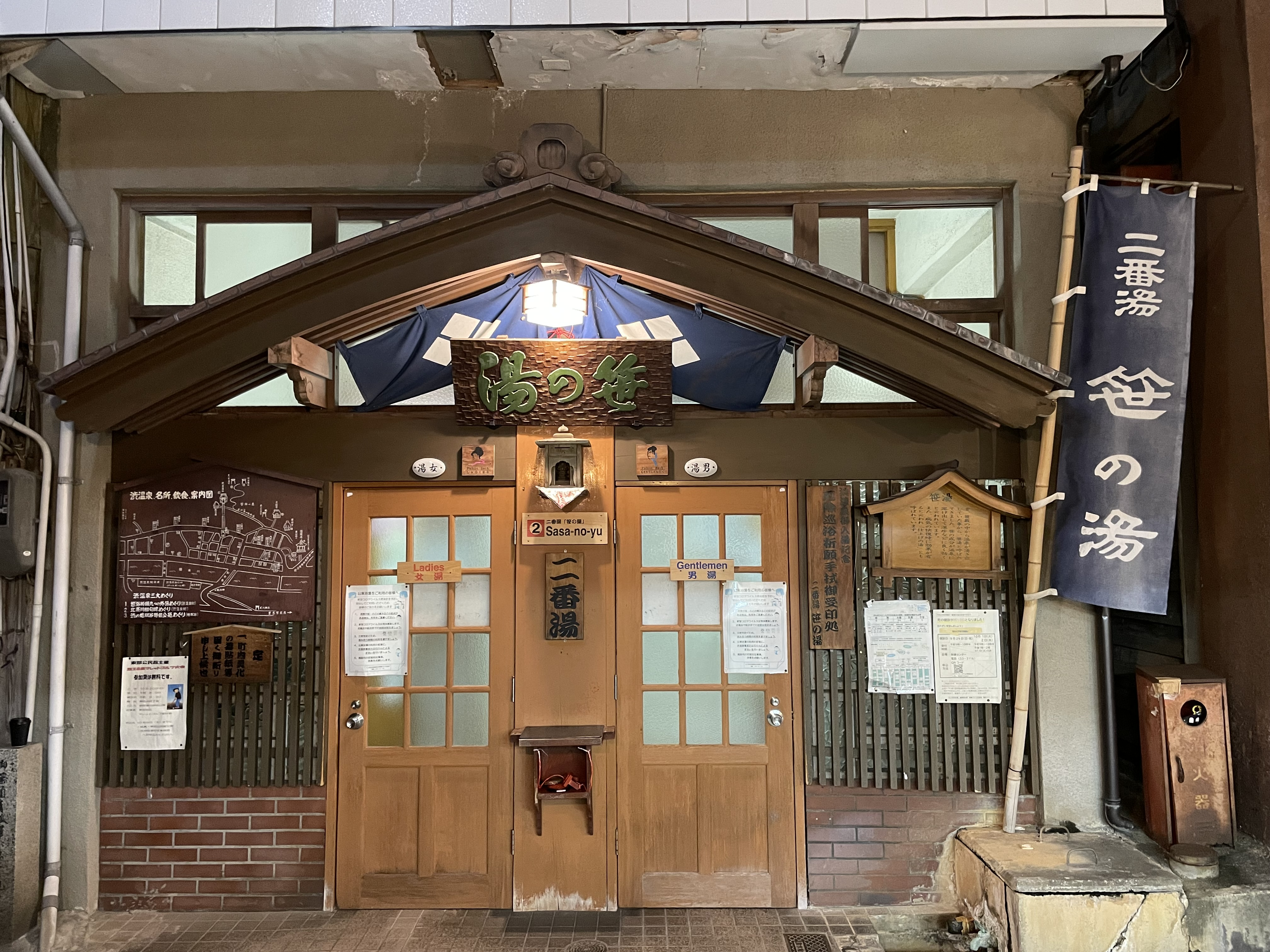
渋温泉二番湯「笹の湯」
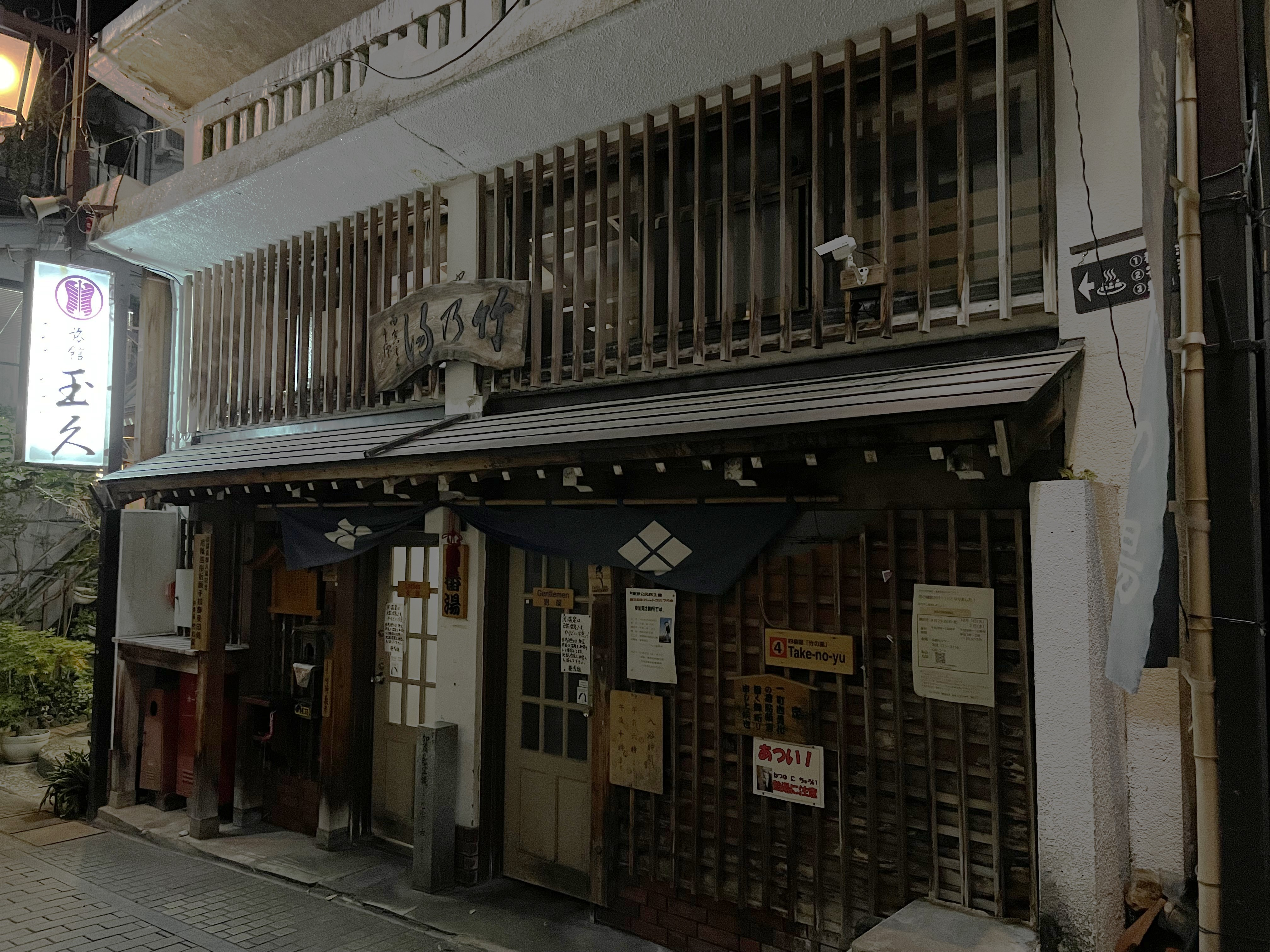
渋温泉四番湯「竹の湯」
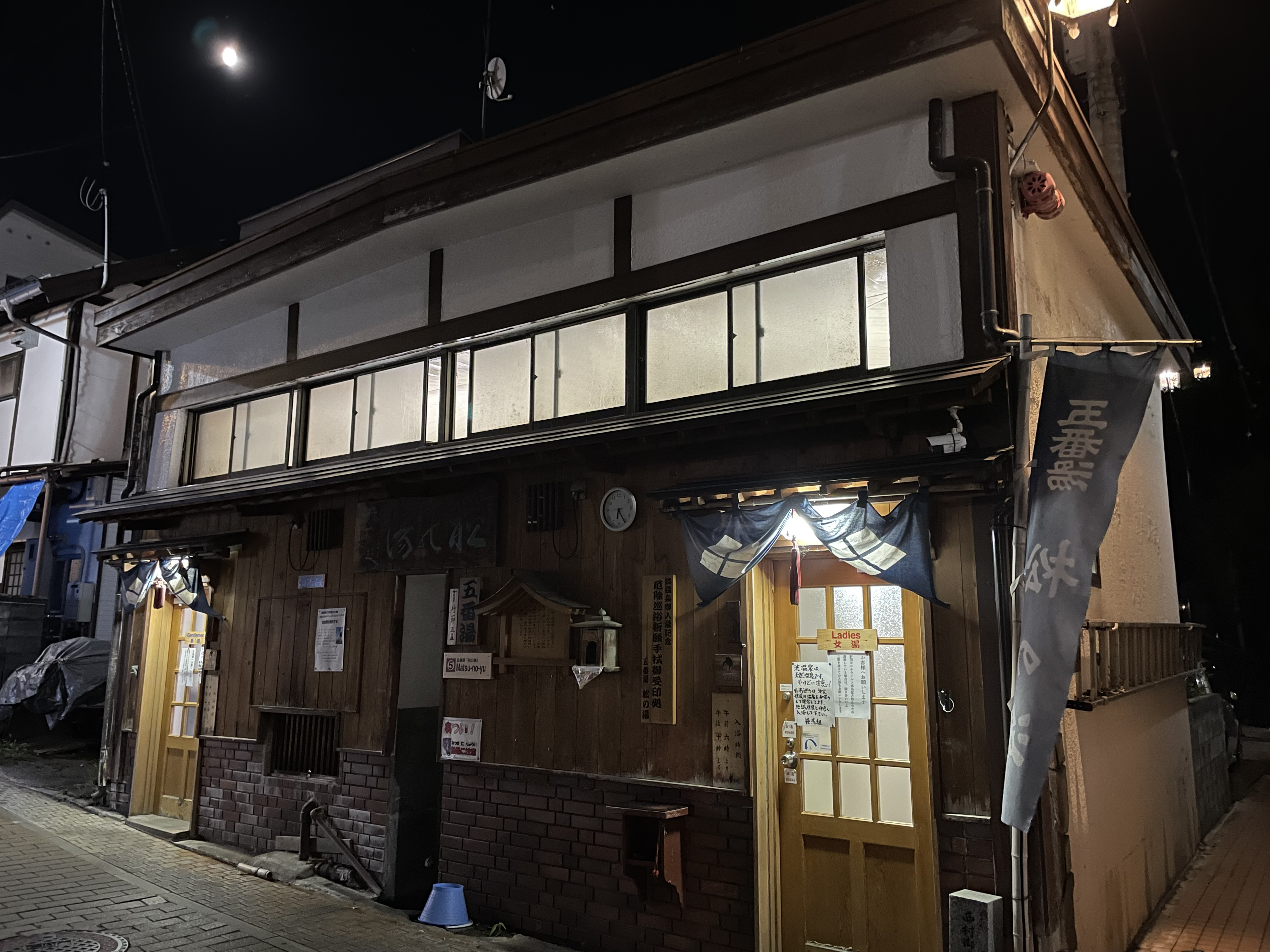
渋温泉五番湯「松の湯」
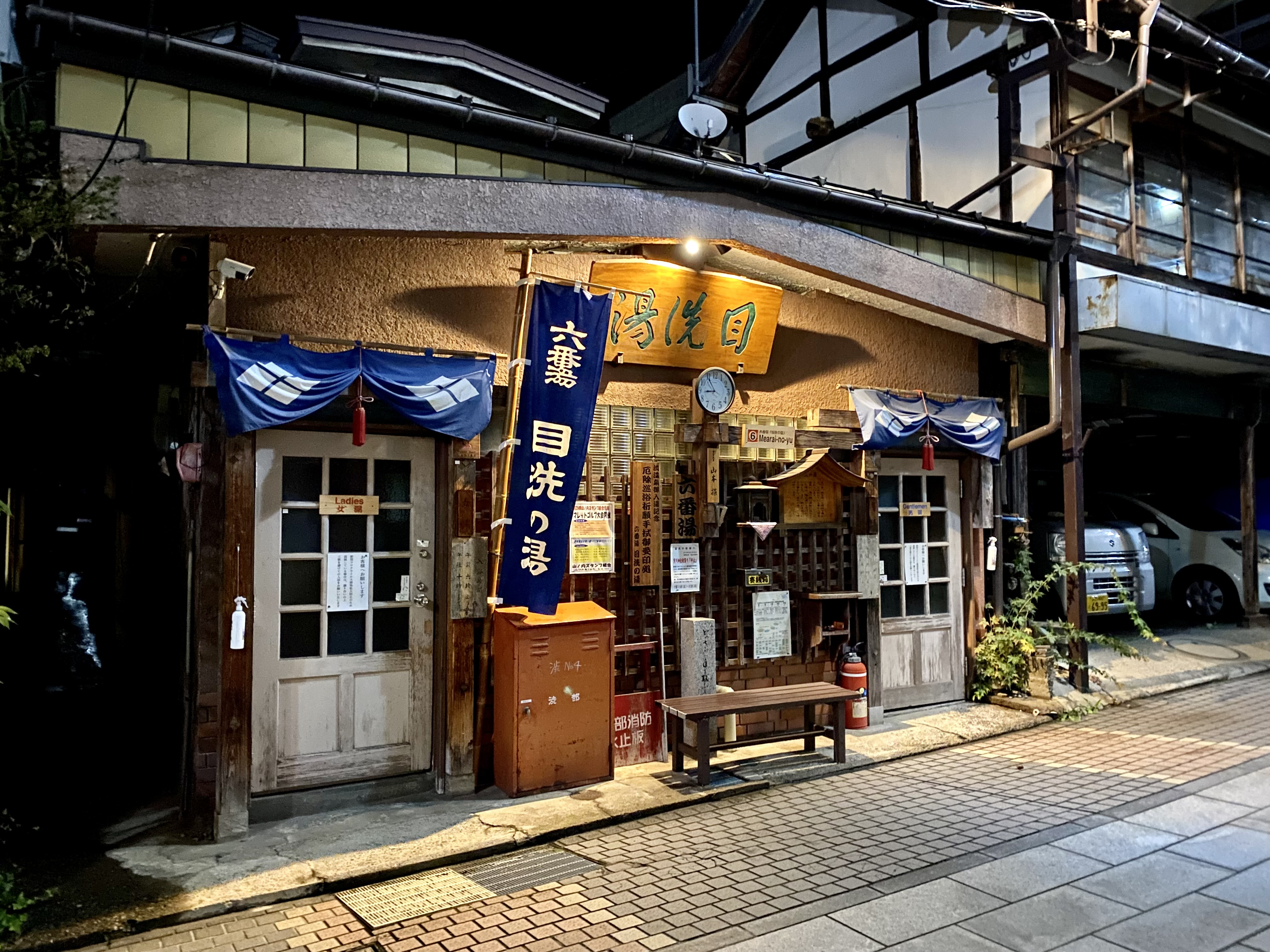
渋温泉六番湯「目洗湯」
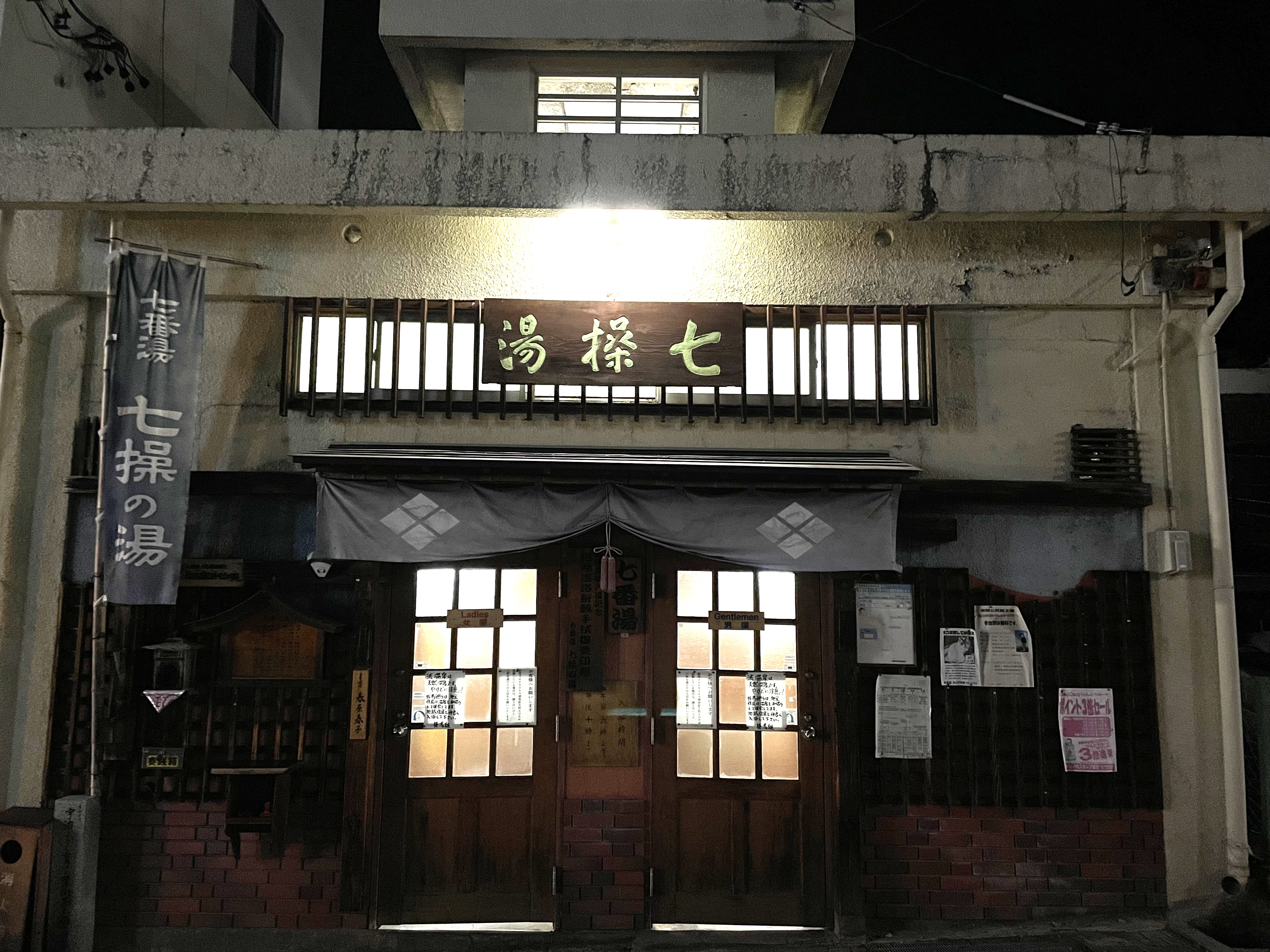
渋温泉七番湯「七操の湯」
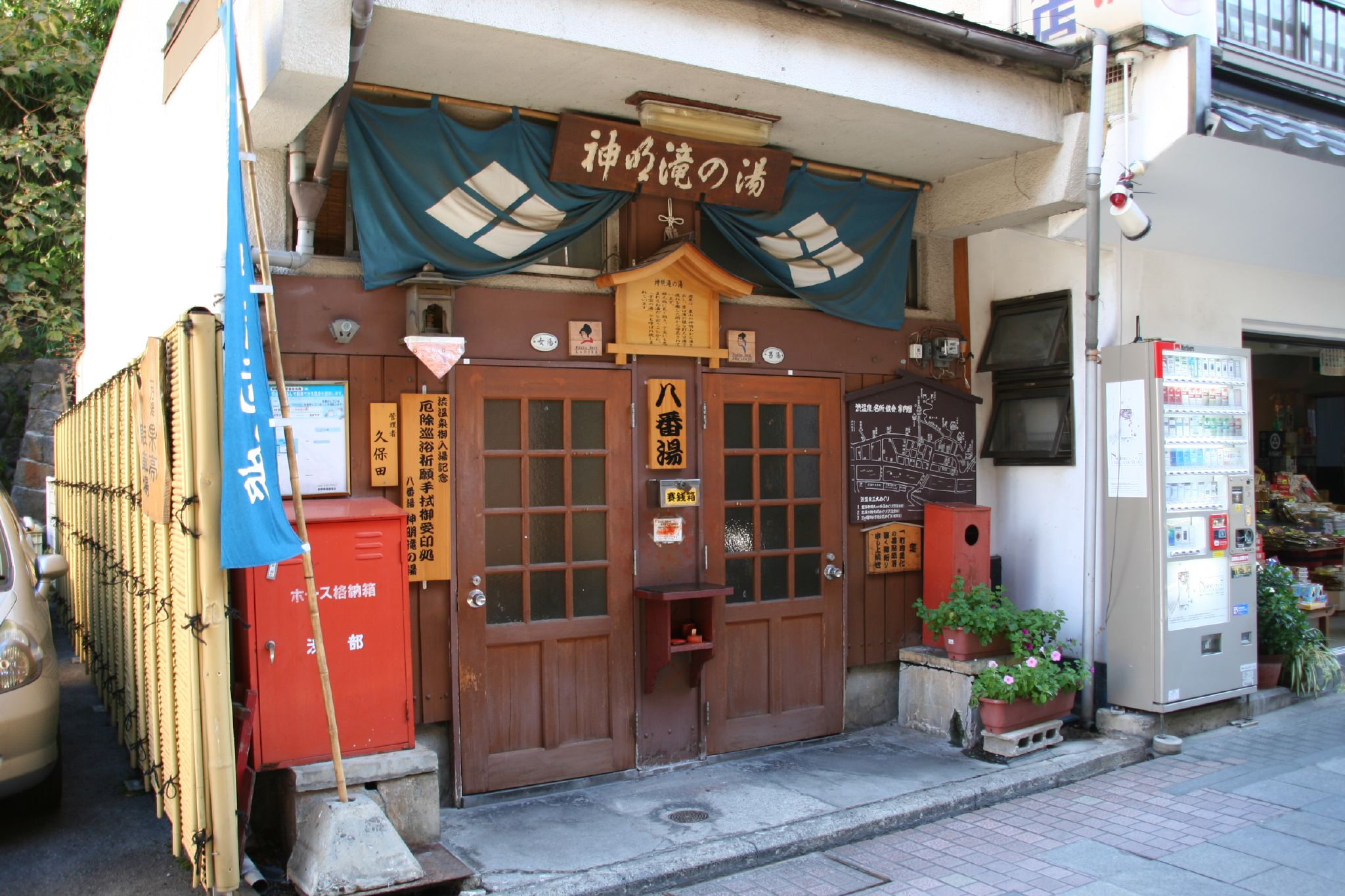
渋温泉八番湯「神明滝の湯」
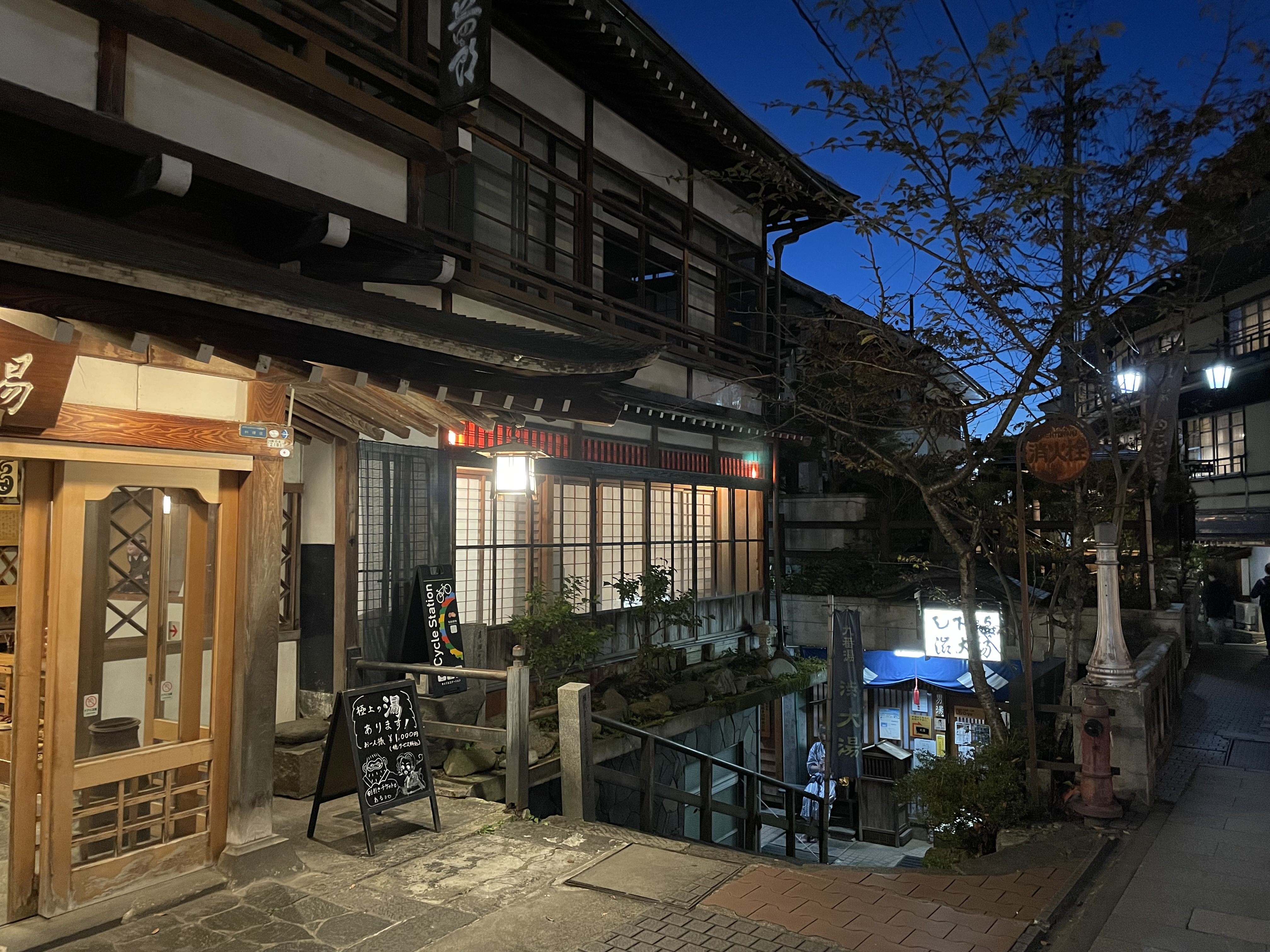
渋温泉九番湯「渋大湯」

## 歴史
開湯伝説によれば、1300年前に行基が発見したとされる。
戦国時代には数多く存在する武田信玄の隠し湯のひとつであった。武田信玄の寄進によって温泉寺が開かれ、川中島の戦いの折には傷ついた兵士を療養させた場所でもある。
江戸時代には、佐久間象山、小林一茶、葛飾北斎などの文人がこの地を訪れた。
修行時代の伊集院光（当時は三遊亭楽太郎の弟子で三遊亭楽大と名乗っていた）がしばしば師匠のお供で訪れたり、修行の一環として巡業を行っていた。しかし、落語よりも専ら似顔絵描きをやっていた。

## 交通アクセス
- 鉄道：長野電鉄長野線湯田中駅より長電バスで約5分。

長野電鉄は湯田中駅から渋温泉まで路線を延長し、終着駅として「渋安代駅」を設置する計画があったが、実現せず未成線となった。